# Lanvollon
Lanvollon (bretonsko Lannolon) je naselje in občina v francoskem departmaju Côtes-d'Armor regije Bretanje. Leta 2006 je naselje imelo 1.644 prebivalcev.

## Geografija
Kraj leži v pokrajini Bretaniji ob reki Leff, 24 km severozahodno od središča Saint-Brieuca.

## Uprava
Lanvollon je sedež istoimenskega kantona, v katerega so poleg njegove vključene še občine Le Faouët, Gommenec'h, Lannebert, Le Merzer, Pléguien, Pommerit-le-Vicomte, Tréguidel, Tressignaux, Tréméven in Trévérec s 7.553 prebivalci.
Kanton Lanvollon je sestavni del okrožja Saint-Brieuc.